# Thermes marins de Saint-Malo

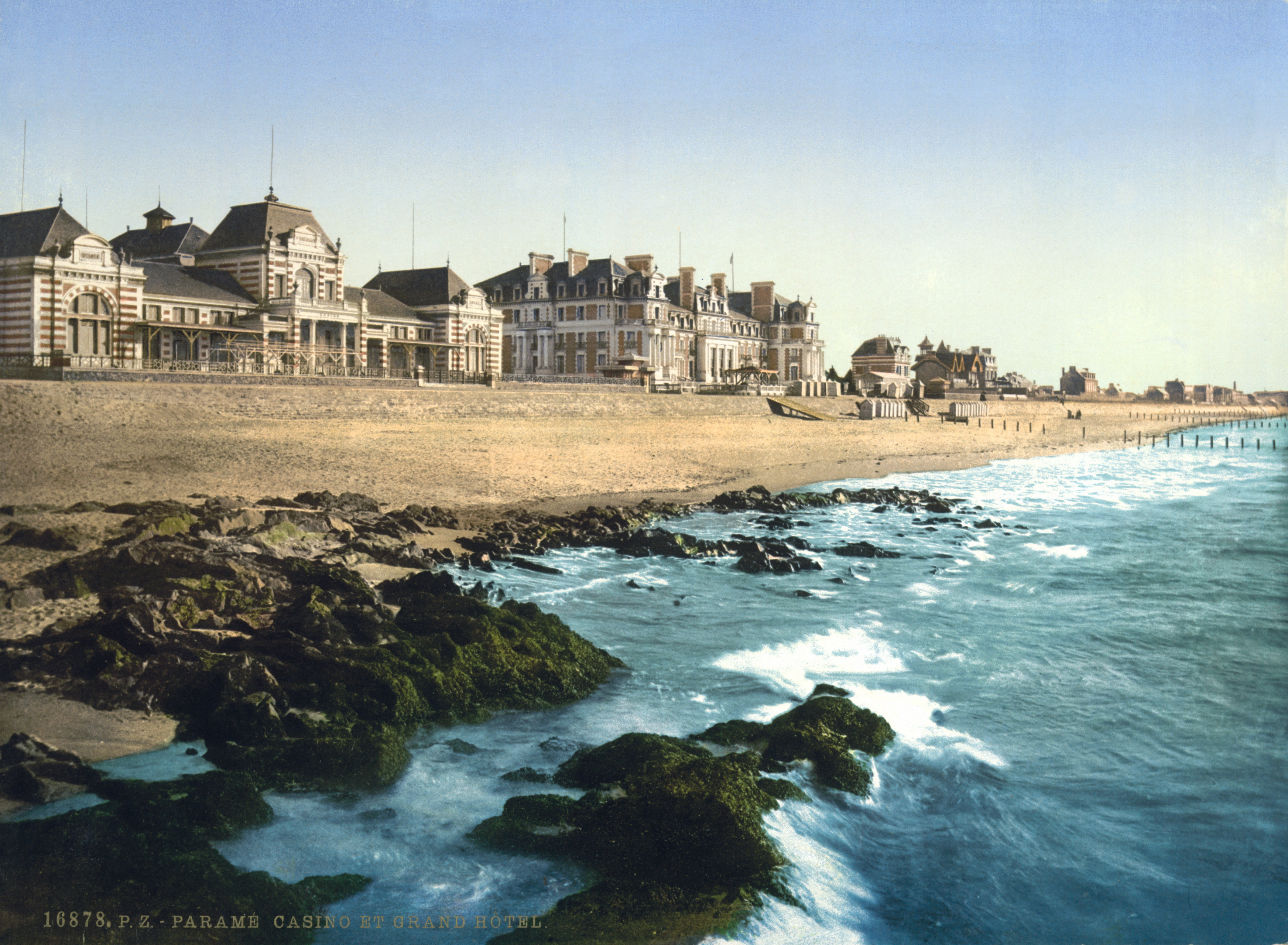
Les Thermes marins sont situés dans un hôtel rénové, ancien palace de la Belle Époque, qui domine la grande plage du Sillon de Saint-Malo.
Le grand hôtel de Paramé (au centre), carte postale colorisée du début du XXe siècle.

Les Thermes marins de Saint-Malo sont un établissement de thalassothérapie situé à Saint-Malo dans le quartier de Paramé, en face de la plage du Sillon. Ils sont considérés comme une « locomotive de l'industrie touristique » par la Communauté d’agglomérations du Pays de Saint-Malo. 

## Histoire
C'est un médecin de rééducation, le docteur Pierre Heger qui a eu l'idée de transformer cet ancien hôtel datant de 1880 et resté tel qu'il était à l'origine en centre de rééducation ouvert en 1963. C'est alors la grande époque de la thalassothérapie médicale comme à Roscoff. L'établissement n'est alors qu'un centre de soins et va le rester pendant 10 ans avant d'être repris dans une optique commerciale utilisant les concepts à la mode plus rentables comme le stress ou la remise en forme.
Depuis 1983, l'entreprise, propriété du Groupe Raulic, a développé des activités annexes telles que la conception de nouveaux équipements, la création de soins et de produits cosmétiques naturels, la conception de centres de bien-être en France et à l'étranger.  Son directeur depuis 1983, Serge Raulic, avait commencé sa carrière aux thermes marins de Quiberon, fondé par Louison Bobet.
En 1990, la capacité d’accueil de l’hôtel est multipliée par deux. En 2009, les thermes sont le cinquième employeur privé du pays de Saint-Malo, ils emploient 450 salariés pour accueillir plus de 27 233 curistes par an. En 2011, le Grand Hôtel des Thermes est classé 5 étoiles.